# Championnat de Belgique de football de deuxième division 1940-1941
Navigation
saison précédente saison suivante
Le Championnat de Belgique de football de Division 1 (D2) belge 1940-1941 ne s'est pas déroulé. En raison de la Seconde Guerre mondiale, la Fédération belge de football n'organise que des rencontres régionales.
La saison 1940-1941 du football belge n'est pas comptabilisée officiellement.
En fin de saison, un "tour final officieux" regroupe les vainqueurs de divers groupes régionaux. Quatre clubs théoriquement de "Division 1 (D2)" y participent. Ces quatre formations sont :
- K. Lyra
- Daring CB SR
- R. Racing CB
- R. FC Brugeois